# فرودگاه سوندربورگ
فرودگاه سوندربورگ (به انگلیسی: Sønderborg Airport) (به زبان بومی: Sønderborg Lufthavn) یک فرودگاه همگانی با کد یاتا SGD است که یک باند فرود آسفالت دارد و طول باند آن ۱۷۹۷ متر است. این فرودگاه در کشور دانمارک قرار دارد و در ارتفاع ۷ متری از سطح دریا واقع شده است.